# Superliga de Eslovaquia 2006-07
La Superliga de Eslovaquia 2006-07 fue la 14.ª edición de la Superliga eslovaca de fútbol. Participaron 12 equipos, y el MSK Žilina ganó su cuarto campeonato. El goleador fue Tomáš Oravec, del Artmedia Bratislava.

## Equipos participantes
Estos son los 12 equipos que participaron de la Corgoň Liga 2006/07:
| - Dukla Banská Bystrica - Artmedia Bratislava - Inter Bratislava - Slovan Bratislava - MFK Dubnica - MFK Ružomberok | - MFK Košice - AS Trenčín - FC Nitra - FC Senec - Spartak Trnava - MŠK Žilina |

## Temporada regular
| Pos | Equipo                   | PJ | PG | PE | PP | GF | GC | DG  | Pts |
| --- | ------------------------ | -- | -- | -- | -- | -- | -- | --- | --- |
| 1   | MŠK Žilina               | 22 | 16 | 4  | 2  | 53 | 13 | +40 | 52  |
| 2   | FC Artmedia Bratislava   | 22 | 13 | 3  | 6  | 40 | 28 | +12 | 42  |
| 3   | MFK Košice               | 22 | 10 | 4  | 8  | 29 | 29 | +0  | 34  |
| 4   | MFK Ružomberok           | 22 | 8  | 7  | 7  | 26 | 18 | +6  | 31  |
| 5   | FK Dukla Banská Bystrica | 22 | 8  | 7  | 7  | 23 | 25 | -2  | 31  |
| 6   | FC Senec                 | 22 | 9  | 4  | 9  | 22 | 30 | -8  | 31  |
| 7   | FC Nitra                 | 22 | 9  | 3  | 10 | 16 | 21 | -5  | 30  |
| 8   | ŠK Slovan Bratislava     | 22 | 7  | 5  | 10 | 24 | 32 | -6  | 26  |
| 9   | FK Inter Bratislava      | 22 | 6  | 7  | 9  | 25 | 25 | +0  | 25  |
| 10  | MFK Dubnica              | 22 | 6  | 7  | 9  | 24 | 35 | -11 | 25  |
| 11  | FC Spartak Trnava        | 22 | 6  | 6  | 10 | 22 | 33 | -11 | 24  |
| 12  | FK AS Trenčín            | 22 | 3  | 5  | 14 | 17 | 32 | -15 | 14  |

|  | Grupo de campeonato |
|  | Grupo de descenso   |

PJ = Partidos jugados; PG = Partidos ganados; PE = Partidos empatados; PP = Partidos perdidos; GF = Goles a favor; GC = Goles en contra; DG = Diferencia de gol; Pts = Puntos

## Grupo de campeonato
| Pos | Equipo                | PJ | PG | PE | PP | GF | GC | DG  | Pts |
| --- | --------------------- | -- | -- | -- | -- | -- | -- | --- | --- |
| 1   | MŠK Žilina            | 28 | 22 | 3  | 3  | 80 | 17 | +63 | 69  |
| 2   | Artmedia Bratislava   | 28 | 17 | 5  | 6  | 56 | 38 | +18 | 56  |
| 3   | Slovan Bratislava     | 28 | 11 | 8  | 9  | 35 | 33 | +2  | 41  |
| 4   | MFK Ružomberok        | 28 | 10 | 7  | 11 | 25 | 29 | -4  | 37  |
| 5   | MFK Košice            | 28 | 10 | 5  | 13 | 31 | 35 | -4  | 35  |
| 6   | FC Nitra              | 28 | 9  | 4  | 15 | 21 | 33 | -12 | 31  |
| 7   | Dukla Banská Bystrica | 28 | 7  | 6  | 15 | 24 | 46 | -22 | 27  |
| 8   | FC Senec              | 28 | 3  | 8  | 17 | 22 | 63 | -41 | 17  |

|  | Clasificado a la primera ronda de clasificación de la Liga de Campeones de la UEFA 2007-08 |
|  | Clasificado a la primera ronda de clasificación de la Copa de la UEFA 2007-08              |
|  | Clasificado a la primera ronda de clasificación de la Copa Intertoto de la UEFA 2007       |

PJ = Partidos jugados; PG = Partidos ganados; PE = Partidos empatados; PP = Partidos perdidos; GF = Goles a favor; GC = Goles en contra; DG = Diferencia de gol; Pts = Puntos

## Grupo de ascenso/descenso
| Pos | Equipo                | PJ | PG | PE | PP | GF | GC | DG | Pts |
| --- | --------------------- | -- | -- | -- | -- | -- | -- | -- | --- |
| 1   | FC Spartak Trnava     | 14 | 7  | 4  | 3  | 18 | 13 | +5 | 25  |
| 2   | MFK Dubnica           | 14 | 6  | 5  | 3  | 16 | 15 | +1 | 23  |
| 3   | FC ViOn Zlaté Moravce | 14 | 7  | 1  | 6  | 20 | 15 | +5 | 22  |
| 4   | FK AS Trenčín         | 14 | 5  | 6  | 3  | 20 | 17 | -3 | 21  |
| 5   | FK Inter Bratislava   | 14 | 5  | 4  | 5  | 14 | 15 | -1 | 19  |
| 6   | ŠK Eldus Močenok      | 14 | 4  | 6  | 4  | 16 | 18 | -2 | 18  |
| 7   | FC Rimavská Sobota    | 14 | 4  | 3  | 7  | 20 | 23 | -3 | 15  |
| 8   | FK Slovan Duslo Šaľa  | 14 | 1  | 5  | 8  | 15 | 23 | -8 | 8   |

|  | Permanece en la Corgoň Liga                                                                      |
|  | Ascendido a la Corgoň Liga Clasificado a la primera fase de previa de la Copa de la UEFA 2007-08 |
|  | Descendido a la I. Liga                                                                          |
|  | Permanece en la I. Liga                                                                          |

PJ = Partidos jugados; PG = Partidos ganados; PE = Partidos empatados; PP = Partidos perdidos; GF = Goles a favor; GC = Goles en contra; DG = Diferencia de gol; Pts = Puntos

## Resultados
|                       | RUŽ | ART | TRN | ŽIL | NIT | DBB | AST | DUB | INT | KOŠ | SLO | SEN |
| --------------------- | --- | --- | --- | --- | --- | --- | --- | --- | --- | --- | --- | --- |
| MFK Ružomberok        | XXX | 1-3 | 4-0 | 1-1 | 3-2 | 1-0 | 0-1 | 5-0 | 0-0 | 1-1 | 1-0 | 2-0 |
| Artmedia Bratislava   | 2-2 | XXX | 1-2 | 3-2 | 1-0 | 3-0 | 4-1 | 2-1 | 1-1 | 3-0 | 4-1 | 3-1 |
| Spartak Trnava        | 0-0 | 1-2 | XXX | 0-3 | 2-0 | 2-1 | 3-2 | 2-2 | 1-0 | 3-3 | 2-1 | 0-1 |
| MŠK Žilina            | 2-0 | 3-0 | 1-0 | XXX | 1-1 | 4-0 | 4-1 | 2-2 | 1-0 | 3-0 | 3-0 | 6-0 |
| FC Nitra              | 1-0 | 0-3 | 3-2 | 0-1 | XXX | 1-0 | 2-0 | 1-0 | 0-0 | 0-2 | 1-0 | 2-0 |
| Dukla Banská Bystrica | 0-0 | 2-0 | 2-2 | 2-1 | 1-0 | XXX | 1-0 | 5-1 | 0-0 | 2-1 | 0-0 | 1-1 |
| AS Trenčín            | 0-2 | 4-0 | 0-0 | 1-1 | 0-0 | 1-2 | XXX | 0-1 | 2-1 | 0-2 | 1-2 | 0-1 |
| MFK Dubnica           | 2-1 | 0-1 | 1-0 | 1-5 | 1-0 | 0-1 | 0-0 | XXX | 5-2 | 1-3 | 1-1 | 1-1 |
| Inter Bratislava      | 2-1 | 1-0 | 2-0 | 1-2 | 3-0 | 2-0 | 2-2 | 1-1 | XXX | 1-2 | 1-1 | 1-2 |
| MFK Košice            | 0-1 | 2-0 | 0-0 | 0-2 | 0-1 | 3-1 | 2-1 | 0-0 | 1-0 | XXX | 3-2 | 2-0 |
| Slovan Bratislava     | 1-0 | 2-2 | 2-0 | 0-2 | 1-0 | 1-1 | 2-1 | 1-3 | 1-3 | 3-1 | XXX | 2-0 |
| FC Senec              | 0-0 | 1-2 | 2-0 | 0-3 | 0-1 | 2-2 | 1-0 | 1-0 | 2-1 | 4-1 | 2-0 | XXX |

|                       | RUŽ | ART | ŽIL | NIT | DBB | KOŠ | SLO | SEN |
| --------------------- | --- | --- | --- | --- | --- | --- | --- | --- |
| MFK Ružomberok        | XXX | 1-3 | 1-4 | 1-0 | 2-0 | 1-0 | 1-1 | 0-0 |
| Artmedia Bratislava   | 1-0 | XXX | 1-1 | 1-0 | 3-1 | 3-2 | 2-0 | 5-2 |
| MŠK Žilina            | 4-0 | 6-1 | XXX | 4-1 | 5-0 | 2-0 | 3-2 | 4-0 |
| FC Nitra              | 1-0 | 1-1 | 0-2 | XXX | 2-1 | 0-0 | 0-2 | 1-1 |
| Dukla Banská Bystrica | 1-2 | 3-1 | 1-2 | 1-0 | XXX | 0-1 | 2-2 | 1-0 |
| MFK Košice            | 1-0 | 0-3 | 0-2 | 3-0 | 5-0 | XXX | 0-0 | 0-0 |
| Slovan Bratislava     | 1-0 | 3-1 | 3-2 | 2-0 | 1-0 | 0-0 | XXX | 4-1 |
| FC Senec              | 0-4 | 2-2 | 0-5 | 1-5 | 2-1 | 1-3 | 1-1 | XXX |

## Goleadores
| Pos | Nac                   | Jugador          | Equipo              | Goles |
| --- | --------------------- | ---------------- | ------------------- | ----- |
| 1   | Bandera de Eslovaquia | Tomáš Oravec     | Artmedia Bratislava | 16    |
|     | Bandera de Eslovaquia | Stanislav Šesták | MŠK Žilina          | 15    |
| 3   | Bandera de Eslovenia  | Dare Vršič       | MŠK Žilina          | 14    |
|     | Bandera de Eslovaquia | Adam Nemec       | MŠK Žilina          | 14    |
|     | Bandera de Eslovaquia | Pavol Masaryk    | Slovan Bratislava   | 14    |
| 6   | Bandera de Eslovaquia | Peter Štyvar     | MFK Ružomberok      | 13    |
| 7   | Bandera de Eslovaquia | Róbert Rák       | MFK Ružomberok      | 12    |
|     | Bandera de Eslovaquia | Andrej Porázik   | MŠK Žilina          | 12    |
| 9   | Bandera de Eslovaquia | Michal Filo ml.  | ZTS Dubnica         | 10    |
|     | Bandera de Eslovaquia | Juraj Halenár    | Artmedia Bratislava | 10    |